# Земнухов Іван Олександрович

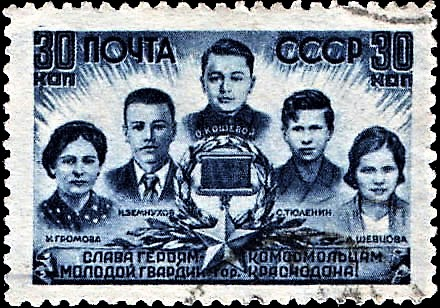
Герої — Молодогвардійці:
Уляна Громова, Іван Земнухов, Олег Кошовий, Сергій Тюленін, Любов Шевцова.

Іван Олександрович Земнухов (8 вересня 1923, с. Іларіонівка Шацького району Рязанської області — 16 січня 1943, Краснодон) — учасник і один з організаторів підпільної антифашистської організації «Молода гвардія». Герой Радянського Союзу.

## Біографія

### До війни
Народився у селянській сім'ї.
У 1932 році Земнухови переїхали до міста Краснодон.
У 1938 році вступив до лав ВЛКСМ, через рік був обраний членом комітету комсомолу, активно займався громадською роботою. З перших днів війни намагався піти на фронт, але не пройшов за станом здоров'я.
У березні 1942 року був затверджений членом комісії зі шкільної роботи при райкомі комсомолу.

### Антифашистська діяльність
У зайнятому німцями Краснодоні Іван Земнухов активно включився до підпільної роботи, ставши учасником підпільної комсомольської організації «Молода гвардія». Земнухова обирають членом штабу. Важлива роль належить йому у створенні підпільної друкарні, друкуванні перших листівок, їх поширенні. Брав участь у бойових операціях. У грудні 1942 року з дозволу окупаційної влади почав працювати клуб імені О. М. Горького. Іван Земнухов стає адміністратором клубу. Разом із директором Євгеном Мошковим він координує роботу гуртків художньої самодіяльності, до яких входило багато підпільників. Робота в клубі давала змогу майже легально збиратися групами, обговорювати плани дій та бойових операцій. Клуб імені О. М. Горького, по суті, став штаб-квартирою молодогвардійців.
Наступного дня після арешту 1 січня 1943 року Є. В. Мошкова та В. Третьякевич Іван Земнухов пішов у поліцію, щоб спробувати їх виручити, і був заарештований.
У ніч із 15 на 16 січня 1943 року після звірячих тортур разом із товаришами був живим скинутий у шурф шахти № 5.
Похований у братській могилі у місті Краснодоні. Іван Земнухов є героєм роману О. Фадєєва «Молода гвардія». На центральній площі в Молодогвардійську стоїть погруддя Івану Земнухову. ☆Вічна пам'ять героям☆

## Нагороди
- 13 вересня 1943 року Івану Олександровичу Земнухову посмертно присвоєно звання Герой Радянського Союзу.
- Посмертно нагороджений орденами Леніна, Вітчизняної війни 1-го ступеня та медаллю «Партизану Вітчизняної війни» 1-го ступеня.

## Пам'ять
- Є героєм роману О. Фадєєва «Молода гвардія».
- 2017 р. Пошта Луганської Народної Республіки випустила блок марок «Молода Гвардія 75 років». Одна із марок блоку з портретом І. Земнухова[1].
- 2018 року ім'ям Земнухова названа одна з вулиць Рязані.[2]
- У Волгограді є вулиця Івана Земнухова.
- У Петрозаводську є вулиця Івана Земнухова.
- У Воронежі є провулок Земнухова.
- В Алмати (Казахстан) є вулиця Земнухова.
- У місті Сочі є вулиця Земнухова.
- У місті Калінінграді є вулиця Земнухова.
- У 2015 барельєф Івана Земнухова встановлений на Алеї піонерів-героїв (Ульяновськ)[3].
- У місті Новосибірську є вулиця Земнухова.